# Larry Joe Campbell
Larry Joseph Campbell (ur. 29 listopada 1970 w Cadillac, w stanie Michigan) – amerykański aktor,  występował w roli Andy’ego w sitcomie Jim wie lepiej.

## Życiorys
Aktor na ekranie zadebiutował w 1999 roku. Jednak dopiero rok później zagrał większą rolę w serialu Przyjaciele. Jeszcze w tym samym roku dostał jedną z głównych ról w sitcomie Kto tu zwariował. Serial zakończono na jednym sezonie, w 2001 roku. W tym samym roku otrzymał swoją życiową rolę. Rola Andy’ego w sitcomie ABC, Jim wie lepiej, przyniosła mu ogromną popularność. Grał w nim do zdjęcia serialu z anteny, w 2009 roku. Sam również wyreżyserował dziewięć odcinków.
W 2011 roku, należał do obsady serialu The Protector. Stacja emitująca ten serial postanowiła nie produkować drugiego sezonu. W 2012 roku, zagrał główną rolę w thrillerze Dogman. W 2013 roku zagrał m.in. w Teacher of the Year i Pacific Rim.

## Życie prywatne
Campbell ożenił się z Peggy Campbell, która z zawodu jest nauczycielką. Mają piątkę dzieci: Gabby, Nate’a, bliźniaków Madelyne i Maxwella oraz Lydię (ur. 2005)

## Filmografia

### Filmy
- 1999: Get the Hell Out of Hamtown jako współlokator
- 2002: One Half Gone jako Glenn
- 2002: Showtime jako policjant
- 2004: Jiminy Glick w Lalawood jako Haygood Lewkin
- 2005: Polowanie na druhny jako drużba
- 2006: Alleyball jako Stencke
- 2007: Deeply Irresponsible jako Don Atlin
- 2007: The Eyes Have It jako Moxie Lewis
- 2007: Drive Thru jako Dwayne Crockers
- 2008: Scooby Doo i król goblinów jako Glum (głos)
- 2008: Yoga Matt jako Strinske
- 2008: The Law jako Carl Tucker
- 2010: Piranhas jako Leary
- 2010: Pan i pani Kiler jako Pete Denham
- 2010: Welcome to the Jungle Gym jako Shebesta
- 2011: Fitful jako Vigs
- 2011: Bez smyczy jako knurogłowy
- 2011: Carly Craig’s Sexy Photoshoot for Maxim
- 2012: Dogman jako Hanklin Purvis
- 2013: Teacher of the Year jako Marv Collins
- 2013: Pacific Rim jako Tommy T
- 2013: Merkin Penal jako Lars

### Seriale
- 1999: Zakręcony jako mężczyzna w windzie
- 2000: Przyjaciele jako Fan
- 2000: A teraz Susan jako Gus
- 2000–2001: Kto tu zwariował jako Stansfield Schlick
- 2001: The Geena Davis Show jako dr Liste
- 2001: The Ellen DeGeneres Show jako Randy
- 2001–2009: Jim wie lepiej jako Andy
- 2007: Na imię mi Earl jako Ron
- 2009: Trawka jako C.P. Jones
- 2010: Powodzenia, Charlie! jako Hugo
- 2011: Sposób użycia jako Todd
- 2011: The Protector jako Buerge
- 2012: Key & Peele jako negocjator
- 2013: Blog na cztery łapy jako Hawk
- 2013: Pacific Rim jako pracownik budowy
- 2013: R.I.P.D. Agenci z zaświatów jako oficer Murphy

### Reżyser
- 2005–2009: Jim wie lepiej (9 odcinków)